# 복수자
《복수자》(영어: Faster)는 미국에서 제작된 조지 틸먼 주니어 감독의 2010년 액션 스릴러 영화이다. 드웨인 존슨 등이 출연하였고, 토니 게이턴 등이 제작에 참여하였다.
이 영화는 미국에서 2010년 11월 24일 개봉되었다.

## 줄거리
복역을 마치고 출소한 지미 컬런은 1970년식 쉐보레 셔벨과 총, 그리고 복수 대상자 명단을 챙겨 캘리포니아주 베이커즈필드로 향한다. 그는 텔레마케팅 사무실에서 프레스콧 애슈턴을 살해하고, 자신에게 차와 총을 줬던 로이 그론에게서 추가 명단을 얻어낸다. 한편 형사 시서로와 험프리스는 컬런을 추적하고, “킬러”라는 이름의 청부 살인 업자가 컬런을 제거하라는 의뢰를 받는다.
컬런은 두 번째 복수 대상자인 케네스 타이슨을 찾아 살해한다. 타이슨은 스너프 필름을 제작하는 인물이었다. 직후 컬런은 복도에서 킬러와 총격전을 벌이다 가까스로 도망치고, 킬러는 이 과정에서 철학적 깨달음을 얻어 여자친구 릴리에게 청혼하는 한편 이번 임무에 사심을 담아 컬런을 쫓기 시작한다.
험프리스와 시서로는 컬런의 과거를 조사하던 중 그가 한 강도 사건에서 배신을 당했음을 알게 된다. 시서로는 타이슨이 촬영했던 컬런의 이복형 게리의 사망 영상에서 컬런이 머리에 총을 맞던 장면을 떠올린다. 이때 간신히 살아남은 컬런은 머리에 금속판을 삽입하는 수술을 받았던 것이다.
컬런은 과거 여자친구였던 낸 포터먼을 찾아간다. 낸은 컬런이 게리의 사망 영상과 관련된 사람들을 죽이고 있음을 알고 있다. 낸은 자신이 컬런의 아이를 낙태했고 가정을 꾸려 새 삶을 시작했음을 밝히며, 그의 앞날을 응원한다. 네바다의 한 스트립클럽에서 컬런은 게리의 죽음에 연루된 클럽 기도 호비스 닉슨을 칼로 찌르지만, 닉슨은 살아남는다. 험프리스와 킬러는 닉슨이 병원에 있다는 사실을 알게 되고, 컬런이 그를 확실히 죽이기 위해 다시 올 것이라고 예상하여 병원으로 향한다.
컬런은 병원에 들어가 수술 중인 닉슨을 살해한다. 험프리스는 컬런을 체포하려 하지만 실패하고, 컬런은 그의 경찰 배지를 보고 그를 살려준다. 병원을 떠나던 컬런은 킬러와 마주쳐 고속 도로에서 추격전을 벌이게 되고, 킬러는 컬런의 목을 쏜다.
컬런은 자신과 게리가 은행 강도로 획득한 돈을 나누기를 거부해 아버지가 자신들의 살해를 사주했다고 믿게 된다. 그러나 사실 아버지는 이미 오래 전에 죽었다는 것을 알게 되고, 게리의 여자친구가 그들을 배신한 것을 깨닫는다. 컬런은 마지막 복수 대상자인 알렉산더 재러드를 찾아가지만, 개과천선하여 순회 전도사로 살고 있는 재러드가 용서를 구하자 살려준다. 이때 킬러가 나타나 컬런과 대치한다.
시서로는 컬런을 쐈던 사람의 정체를 알아내고, 이미 험프리스가 가 있는 교회로 급히 향한다. 킬러와 컬런이 대치하는 상황에서 험프리스가 나타나 컬런의 머리에 총을 쏜다. 영상 속에서 컬런을 쏜 사람은 다름 아닌 험프리스였던 것이다. 험프리스는 킬러에게 임무 수고비를 주려 하지만, 킬러는 거절한다.
험프리스는 아내 머리나에게 전화를 걸고, 그녀가 게리의 여자친구였던 시절부터 험프리스의 정보원이었다는 사실이 밝혀진다. 이때 컬런이 나타나 험프리스를 사살한다. 컬런은 머리에 박은 금속판 덕분에 살아남았던 것이다. 컬런이 자리를 뜬 뒤 시서로가 사건 현장에 도착해 험프리스의 범행 흔적을 은폐한다.
컬런은 게리의 유골을 바다에 뿌리고 석양 속으로 떠난다. 킬러는 아내 릴리에게 돌아가고, 재러드는 용서에 대한 설교를 시작한다.

## 출연진
- 드웨인 존슨 - 지미 컬런 / 운전사 역
- 빌리 밥 손턴 - 슬레이드 험프리스 형사 / 경찰 역
- 칼라 구지노 - 시서로 형사 역
- 올리버 잭슨코언 - 킬러 역
- 매기 그레이스 - 릴리 역
- 문 블러드굿 - 머리나 험프리스 역
- 코트니 게인스 - 프레스콧 애슈턴 / 텔레마케터 역
- 존 시리글리아노 - 케네스 타이슨 / 노인 역
- 레스터 스페이트 - 호비스 닉슨 / 배퍼멧 역
- 아데왈레 아키누오예아그바제 - 알렉산더 재러드 전도사 역
- 톰 베런저 - 교도소장 역
- 마이크 엡스 - 로이 그론 역
- 잰더 버클리 - 맬러리 경사 역
- 맷 제럴드 - 게리 컬런 역
- 애니 콜리 - 컬런 부인 역
- 제니퍼 카펜터 - 낸 포터먼 역
- 마이클 어비 - 바케로 역
- 에이딘 밍크스 - 토미 험프리스 역